# Cornelia Storz
Cornelia Storz (geboren 1965 in Berlin) ist eine deutsche Wirtschaftswissenschaftlerin mit dem Schwerpunkt Innovationsmanagement, Entrepreneurship und institutioneller Wandel. Sie ist Professorin an der Goethe-Universität Frankfurt am Main und leitet seit 2009 die Professur für Innovation und Entrepreneurship, insbesondere Japan/Ostasien, am Fachbereich Wirtschaftswissenschaften. International bekannt ist sie für ihre Forschung zu institutionellen Rahmenbedingungen von Innovationen sowie zu unternehmerischen Ökosystemen.

## Biografie
Storz studierte Betriebswirtschaftslehre und Japanologie an der Universität Bonn. 1996 promovierte sie an der Universität Duisburg-Essen in Volkswirtschaftslehre. Von 1992 bis 1996 war sie dort als wissenschaftliche Mitarbeiterin tätig. Es folgten Stationen als Lektorin (1996) und Professorin (1997–2001) für japanische Wirtschaft und Gesellschaft an der Hochschule Bremen. Zwischen 2001 und 2006 war sie Professorin für Japanische Wirtschaft an der Philipps-Universität Marburg.
Seit 2007 ist sie Professorin an der Goethe-Universität Frankfurt am dortigen Fachbereich Wirtschaftswissenschaften. Dort ist sie auch Mitglied des Interdisziplinären Zentrums für Ostasienforschung (IZO). Seit 2009 leitet sie die Professur für Innovation und Entrepreneurship.
Gastprofessuren und Forschungsaufenthalte führten sie u. a. an die Universität Osaka, das Keck Graduate Institute, die Stanford Graduate School of Business sowie an die Hitotsubashi-Universität in Tokio. Im Rahmen einer Einladung des japanischen Wirtschaftsministeriums (METI) war sie zudem Gastwissenschaftlerin am Research Institute of Economy, Trade and Industry (RIETI) in Tokio.

### Forschung
Storz’ Forschungsschwerpunkte liegen in der Innovations- und Entrepreneurshipforschung, insbesondere in institutioneller und vergleichender Perspektive. Sie untersucht unter anderem, wie neue Industrien entstehen, wie sich unternehmerische Ökosysteme entwickeln und wie Universitäten sowie digitale Organisationen zur Generierung und Diffusion von Wissen beitragen. Weitere Forschungsinteressen betreffen Entrepreneurship in Entwicklungsländern.
Ein besonderes Interesse hat sie zudem an dem Einsatz neuer Methoden zur Gewinnung theoretischer Erkenntnisse, etwa durch Computer Vision. Aktuell beschäftigt sie sich mit der Analyse von Produktdifferenzierung und Identität in digitalen Märkten unter Verwendung von Methoden der Computer Vision.
Ihre Forschungsprojekte wurden von nationalen und internationalen Förderinstitutionen unterstützt, darunter die Deutsche Forschungsgemeinschaft (DFG), die VolkswagenStiftung, das Bundesministerium für Bildung und Forschung (BMBF), die Japan Society for the Promotion of Science (JSPS) und private Stiftungen.
Sie war zudem an mehreren Sonderheften beteiligt, u. a. in Research Policy und Socio-Economic Review.

## Auszeichnungen
Juni 2025 wurde  Storz mit dem Orden der Aufgehenden Sonne am Halsband – Goldene Strahlen ausgezeichnet. Die Ehrung erfolgte durch das japanische Außenministerium in Anerkennung ihrer Verdienste um die wissenschaftliche und kulturelle Zusammenarbeit zwischen Japan und Deutschland.

## Schriften (Auswahl)
- Herrmann, A. M., Storz, C., & Held, L. (2022). Whom do Nascent Ventures search for? Resource Scarcity and Linkage Formation Activities during New Product Development Processes. Small Business Economics, 58, 475–496. doi:10.1007/s11187-020-00426-9
- Conlé, M., Storz, C., Kroll, H., & ten Brink, T. (2021). University Satellite Institutes as Exogenous Facilitators of Technology Transfer Ecosystem Development. The Journal of Technology Transfer. doi:10.1007/s10961-021-09909-7
- mit Iwo Amelung, Moritz Bälz, Heike Holbig und Matthias Schumann (Hrsg., 2018): Protecting the weak in East Asia. Framing, mobilisation and institutionalisation. Abingdon. ISBN 0-8153-6822-4.
- mit Egbert Amoncio und Rajesh Ramachandran (2024): Entrepreneurship Trainings and Human Capital Endowment: When Learning from External Sources Does (Not) Increase Performance. Entrepreneurship Research Journal. doi:10.1515/erj-2023-0186.
- mit Steven Casper und Marcela Miozzo (2023): The Emergence of an Entrepreneurial Ecosystem: The Interplay between Early Entrepreneurial Activity and Public Policy in the Korean Online Gaming Industry. Industry and Innovation, 31(3), 280–310. doi:10.1080/13662716.2023.2254261
- Der mittelständische Unternehmer in Japan (1997), Baden-Baden, ISBN 3-7890-4816-X.
- mit Sebastian Schäfer (Hrsg., 2011): Institutional diversity and innovation. Continuing and emerging patterns in Japan and China. London, ISBN 0-415-55455-1.
- mit Werner Pascha und Markus Taube (Hrsg., 2011): Institutional variety in East Asia. Formal and informal patterns of coordination. Cheltenham, ISBN 978-1-84980-795-1.